# Monreal, Mayen-Koblenz

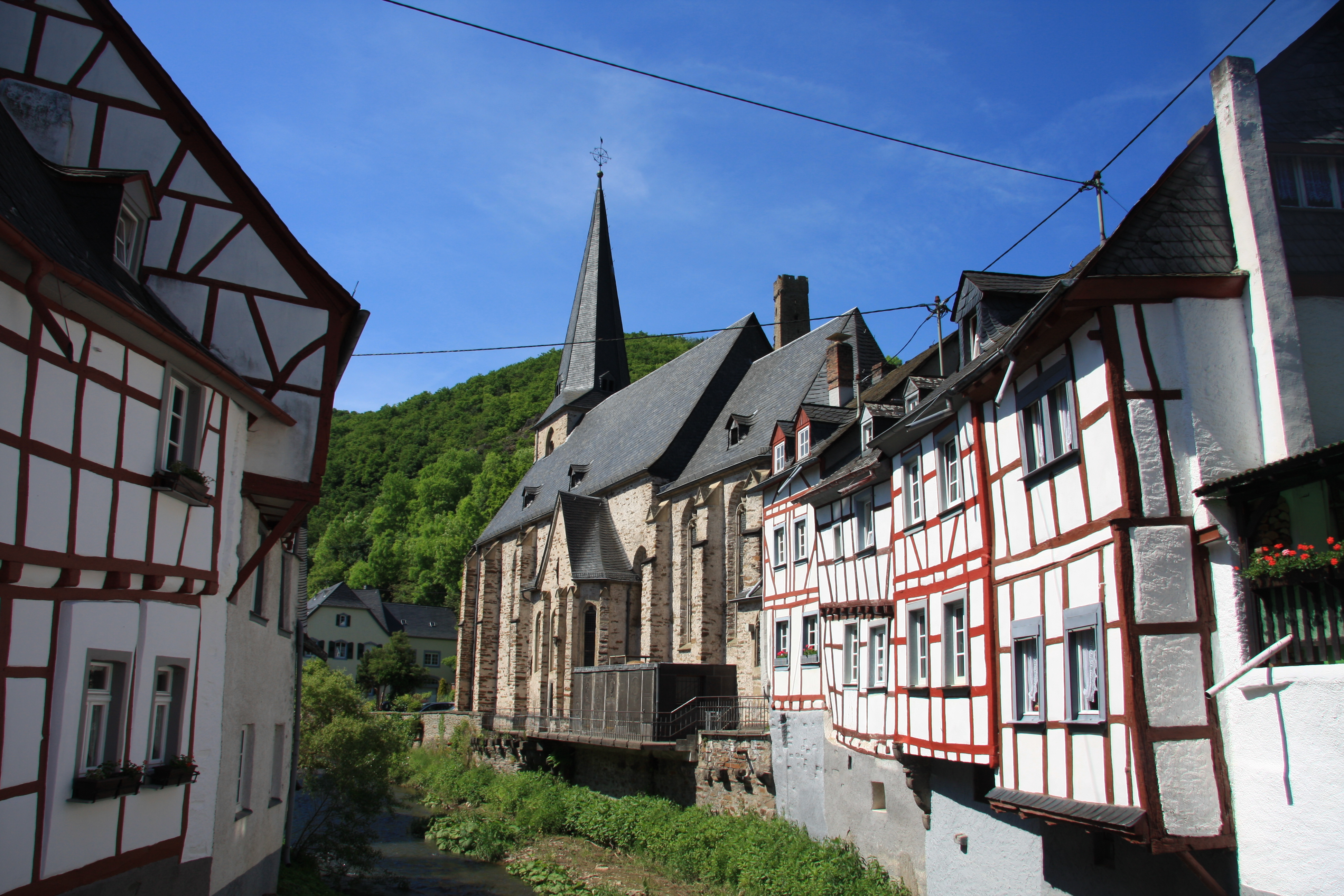
The Parish in Monreal, along the Eltzbach

Monreal là một đô thị ở huyện Mayen-Koblenz bang Rheinland-Pfalz, nước Đức. Đô thị Monreal, Mayen-Koblenz có diện tích 14,64 km².